# Kraszków (województwo łódzkie)
Kraszków – wieś w Polsce położona w województwie łódzkim, w powiecie opoczyńskim, w gminie Opoczno.
Do 1954 roku siedziba gminy Krzczonów. W latach 1954–1972 wieś należała i była siedzibą władz gromady Kraszków. W latach 1975–1998 miejscowość administracyjnie należała do województwa piotrkowskiego.
Wierni kościoła rzymskokatolickiego należą do parafii Narodzenia Najświętszej Maryi Panny w Mroczkowie Gościnnym.